# 中津真莉
中津 真莉（なかつ まり、1983年7月8日 - ）は、日本の声優、女優。本名および旧芸名は中津 真莉子（なかつ まりこ）。
大阪府東大阪市出身。アクロス エンタテインメント預かり所属。

## 来歴
少女時代に憧れていた職業はバレリーナで、3歳から8年あまりしていたという。
声優になろうと思ったきっかけは6歳のころに大病を患い、病室でアニメをよく観ていたから。
中学3年生の時に病気が完治し、これを機に「声優になりたい」という想いが強くなり、そのことを親、担任の教師に伝えていたという。高校進学と同時に養成所を探していたが、中々見つからず、直後にモデルのスカウトを受けたため、その事務所に所属して役者としての下積みを始める。
樟蔭中学校・高等学校卒業。大阪芸術大学舞台芸術学科舞台演出コースを経て帝塚山大学に編入学、卒業。
2001年から2003年まで、『フェアリーセクターテントー』にブルーテントー役で出演し、主題歌「SILENT BLUE」を歌う。
2004年よりNHK教育テレビ『みてハッスルきいてハッスル』に女忍者花影あやめ役で出演、女王さま風の声と演技で人気を得る。『みてハッスルきいてハッスル』では、「どうする？ゆうきくん」の登場人物あおいちゃんの声を担当しているほか、恋の妖精ラブリルなど、本編に登場するゲスト人物の声をあてることがある。
また、赤星憲広のウェブサイトにて、赤星のオフィシャルグッズ「RSナンバージャージ」のモデルとして写真が掲載されている。
このほか、「野球少年の詩」（ガガガSP）や「空フル〜虹を架けろ〜」（SHALE APPLE）のミュージック・ビデオにも出演している。
2005年の2月頃まではグレースに所属していた。2009年9月よりサンミュージックプロダクション所属。
2013年6月から2014年7月まで、秋奈、杜野まこと共に「プリケッツ」という声優ユニットを組んでいた。ピュアホワイト・右ケッツ担当。
2014年8月8日に、芸名を『中津 真莉子』から『中津 真莉』へ変更した。
2015年9月、サンミュージックプロダクションとの契約を終了。同年11月、アクロス エンタテインメントに所属することを発表。
2017年7月7日、自身のブログで元芸能人の男性と結婚したことを発表した。
2018年1月18日、自身のブログにで無事に出産したことを報告した。

## 人物
ニックネームは「まりにゃん」。趣味はハウスダンスとイラスト。幼少期にクラシックバレエ。ネコ好きでアスランというネコを飼っていた。2級小型船舶操縦士免許を取得している。
特別支援教育や発達障害について、日本LD学会に参加するなどして勉強したり、指導教室でボランティアをしていた。
実家は書道用品店。
好きなモノは猫と海で、ファッションではスカルデザインのものやクロムハーツのアクセサリーを愛用している。好きな色は白と紫。
オフィシャルブログは毎日休まずに更新している（日に2回更新している時もある）
座右の銘は「大丈夫!!!失敗は成功の元」。

## 出演
太字はメインキャラクター。

### テレビアニメ
- クッキンアイドル アイ!マイ!まいん!（2010年、天王寺蘭子）
- 書家（2010年、町民）
- zoobles!（2011年、チップ、サンサン、メイト）
- 銀河へキックオフ!!（2012年、高遠エリカ[33]）
- さくら荘のペットな彼女（2012年、青山七海[34]）
- きんいろモザイク（2013年、A組女子生徒）
- キングダム（2013年、向[35]）
- ダンボール戦機WARS（2013年、金箱スズネ）
- 超次元ゲイム ネプテューヌ THE ANIMATION（2013年、国民C）
- ウィッチクラフトワークス（2014年、魔女B）
- 咲-Saki- 全国編（2014年、愛宕絹恵[36]）
- selector spread WIXOSS（2014年、女子生徒）
- 東京レイヴンズ（2014年、生徒B）
- 探偵歌劇 ミルキィホームズ TD（2015年、法条美樹[37]）
- ハロー!!きんいろモザイク（2015年、日暮香奈）
- 監獄学園 プリズンスクール（2015年、女子H、女子D、女子C）
- 魔法少女リリカルなのはViVid（2015年、ナレーション、ジークリンデ・エレミア）
- ViVid Strike!（2016年、ジークリンデ・エレミア）
- ヘヴィーオブジェクト（2016年、チャーム[38]）
- Lostorage incited WIXOSS（2016年、女子高生、少女）
- うらら迷路帖（2017年、女主人、うらら）
- 南鎌倉高校女子自転車部（2017年、先輩A）

### 劇場アニメ
- 図書館戦争 革命のつばさ（2012年）
- 十五少年漂流記〜海賊島DE!大冒険〜（2013年、クインシー[39]）
- きんいろモザイク Pretty Days（2016年、日暮香奈）
- 劇場版 きんいろモザイク Thank You!!（2021年、日暮香奈[40]）

### OVA
- 新テニスの王子様（2012年、白石友香里）
- じょしらく（2013年、あっちゃん）※原作第5巻OAD付き特装版
- ViVid Strike!（2017年、ジークリンデ・エレミア） - 第3・4巻

### ゲーム
- さくら荘のペットな彼女（2013年、青山七海[41]）
- ダンボール戦機ウォーズ（2013年、金箱スズネ）
- 嫁コレ（2013年、青山七海）
- 咲-Saki- 全国編（2015年、愛宕絹恵[42]）
- ポイッとヒーロー（2016年）
- 幻獣姫（2016年、ヴァルキリー）
- きららファンタジア（2021年、日暮香奈[43]）

### ドラマCD
- さくら荘のペットな彼女シリーズ（2012年 - 2013年、青山七海[44][45] / アスキー・メディアワークス、メディアファクトリー）
- 魔法少女リリカルなのは Reflection ドラマCD付き特別鑑賞券【フェイト&アリサ&すずか編＋ボーナストラック ViVid Strike! リンネ編】（2016年、ジークリンデ・エレミア）

### ラジオ
- プリンセスケッツの珍想中！（2014年、超!A&G+）

### 人形劇
- ざわざわ森のがんこちゃん（2012年、リス）

### テレビドラマ
- 西洋骨董通り物語 （2002年、KBS京都）- 吉村まゆこ
- 科捜研の女 第4シリーズ（2002年、テレビ朝日）
- 水戸黄門 第32部 第1話（2003年、TBS）
- 恋する京女将 音姫千尋の事件簿2（2004年、TBS）
- みてハッスルきいてハッスル（2004年 - 2009年、NHK教育テレビ） - 花影あやめ
- 風のハルカ 第91話・第92話（2006年、NHK）
- 環境超人エコガインダーII（2010年、キッズステーション） - 花沢先生
- 福家警部補の挨拶 第2話（2014年、フジテレビ） - 酒井奈々子

### Vシネマ
- フェアリーセクターテントー - ブルーテントー
- 恐怖のツイート〜つぶやく谺〜（2011年）
- マフィアVSアマゾネス軍団（2011年） - アマゾネス軍団
- ミナミの帝王 仮面の女（2004年） - 西村優月
- 桜塚やっくんの美女men（2014年10月30日）

### バラエティ
- プラチケ（2002年、関西テレビ、アシスタント）
- ねぎりチャンピオン（2002年 - 2004年、びわ湖放送、アシスタント）
- ヒロシ釣り紀行（テレ朝チャンネル、2010年 - ）
- ナイトinナイト（ABC、2010年 - ）
- ラブリーグルメ（東京メトロポリタンテレビジョンほか、レポーター）

### インターネットテレビ
- アイテムFriday（2012年、バンダイナムコライブTV、アシスタント）
- 中津真莉子のニャン×2 プリンセス（2013年6月 - 2013年9月、ニコニコ生放送）
- PuriPuri-プリンセスケッツ（2013年 - 2014年、ニコニコ生放送）
- 中津真莉の なchuらる ぱーてぃ〜（2014年8月 - 2014年12月、ニコニコ生放送）

### その他のテレビ番組
- スマイル!（2011年 - 、NHK Eテレ、妖精・スマイルの声[46]）[47]
- バリバラ（2015年、NHK Eテレ、『志乃ちゃんは自分の名前が言えない』志乃ちゃんの声)

### PV
- SHALE APPLE「空フル〜虹を架けろ〜」（2006年）
- ガガガSP「野球少年の詩」（2007年）

### CM
- カルビーポテトチップス・コンソメパンチ
- センチュリー21・ジャパン（2005年 - 2008年）
- 梅の花（2008年 - 2009年）
- 東京都医師会主催　第13回 都民公開講座　知ってる？編（2015年1月）[48] - 看護師役

### VP
- ユニバーサルスタジオジャパン・テーマパーク VP

### 舞台
- 帰路（2011年8月24日 - 8月28日公演） - 公美役
- The Fake Time Machine Story 〜ウソヘノトビラ〜（2013年6月26日 - 7月7日公演）[49][50][51] - 鳥井桐香役

### その他コンテンツ
- 第20回 NHKハート展 イラスト出展[52]

## ディスコグラフィ

### キャラクターソング
| 発売日   | タイトル                                                               | 名義 | 楽曲                                               | タイアップ                                               |
| 2012年   | 2012年                                                                 | 2012年 | 2012年                                             | 2012年                                                   |
| -------- | ---------------------------------------------------------------------- | --- | -------------------------------------------------- | -------------------------------------------------------- |
| 11月21日 | 君が夢を連れてきた                                                     | ペットな彼女たち（茅野愛衣、中津真莉子、高森奈津美）                                                                         | 「君が夢を連れてきた」                             | テレビアニメ『さくら荘のペットな彼女』オープニングテーマ |
| 11月21日 | 銀河へキックオフ!! キャラクターソングアルバム スタンダード・ナンバー編 | 高遠エリカ（中津真莉子） | 「スピードスター☆NO.1」                            | テレビアニメ『銀河へキックオフ!!』キャラクターソング     |
| 2013年   |                                                                        | |                                                    |                                                          |
| 1月23日  | 銀河へキックオフ!! キャラクターソングアルバム 桃山プレデター編         | 高遠エリカ（中津真莉子） | 「走れフットボールガール!」                        | テレビアニメ『銀河へキックオフ!!』キャラクターソング     |
| 3月27日  | さくら荘のペットな彼女 Vol.3（スペシャルDisc Vol.3）                   | 青山七海（中津真莉子） | 「I call your name again」                         | テレビアニメ『さくら荘のペットな彼女』オープニングテーマ |
| 7月28日  | 恋の魔法〜puri puri pu−!〜 / プリンセスケッツ♪                         | プリケッツ（秋奈、中津真莉子、杜野まこ）                                                                                     | 「恋の魔法〜puri puri pu−!〜 / プリンセスケッツ♪」 |                                                          |
| 2014年   |                                                                        | |                                                    |                                                          |
| 2月26日  | この手が奇跡を選んでる                                                 | 姫松高校［上重漫（伊達朱里紗）、真瀬由子（佳村はるか）、愛宕洋榎（松田颯水）、愛宕絹恵（中津真莉子）、末原恭子（寿美菜子）］ | 「この手が奇跡を選んでる 姫松高校 Ver.」           | テレビアニメ『咲-Saki- 全国編』エンディングテーマ        |
| 2015年   |                                                                        | |                                                    |                                                          |
| 6月3日   | Treasure Disc                                                          | 天城茉莉音(CV.新田恵海)&法条美樹(CV.中津真莉)                                                                                | 「奇跡の歌」                                       | テレビアニメ『探偵歌劇 ミルキィホームズ TD』挿入歌       |